# ヤシュワント・ラーオ・ホールカル2世
ヤシュワント・ラーオ・ホールカル2世（Yashwant Rao Holkar II, 1908年9月6日 - 1961年12月5日）は、インド、ホールカル家の当主（在位：1926年 - 1961年）およびインドール藩王国の君主（在位：1926年 - 1947年）。

## 略歴
1908年9月6日、ホールカル家当主であり藩王トゥコージー・ラーオ・ホールカル3世の息子として生まれた。
1926年2月26日、トゥコージー・ラーオは退位し、息子のヤシュワント・ラーオが当主位及び藩王位を継承した。未成年であったため、1930年5月9日まで摂政の補佐を受けた。
1947年8月15日、インド・パキスタン分離独立により、インドール藩王国がインドへと併合されると、ヤシュワント・ラーオは藩王位を失った。
1961年12月5日、ヤシュワント・ラーオは父に先立って、ボンベイの病院で死亡した。

## ギャラリー
- ヤシュワント・ラーオ
- ヤシュワント・ラーオ（1930年）